# Sterope II
Sterope II (22 Tauri) is een zwakke ster in het sterrenbeeld Stier (Taurus).
De ster maakt deel uit van de sterrenhoop Pleiaden.

## Bron
- (en)  Sterope II in SIMBAD
- www.alcyone.de/SIT/bsc Bright Star Catalogue